# Head (film)
Head is een Amerikaanse muziekfilm uit 1968 onder regie van Bob Rafelson.

## Verhaal
De leden van de rockgroep The Monkees beleven allerlei psychedelische avonturen. Ze zijn hun fatsoenlijke imago grondig beu en ze willen dat bijstellen. Ze reizen ook door een fantasiewereld om de zin van het bestaan te achterhalen.

## Rolverdeling
| Acteur            | Personage          |
| ----------------- | ------------------ |
| Peter Tork        | Peter              |
| Davy Jones        | Davy               |
| Micky Dolenz      | Micky              |
| Michael Nesmith   | Mike               |
| Victor Mature     | The Big Victor     |
| Annette Funicello | Minnie             |
| Timothy Carey     | Lord High 'n Low   |
| Logan Ramsey      | Faye Lapid         |
| Abraham Sofaer    | Swami              |
| Vito Scotti       | I. Vitteloni       |
| Charles Macaulay  | Inspector Shrink   |
| T.C. Jones        | Mr. & Mrs. Ace     |
| Charles Irving    | Mayor Feedback     |
| William Bagdad    | Black Sheik        |
| Percy Helton      | Heraldic Messenger |